# Investidura presidencial de Franklin D. Roosevelt en 1941

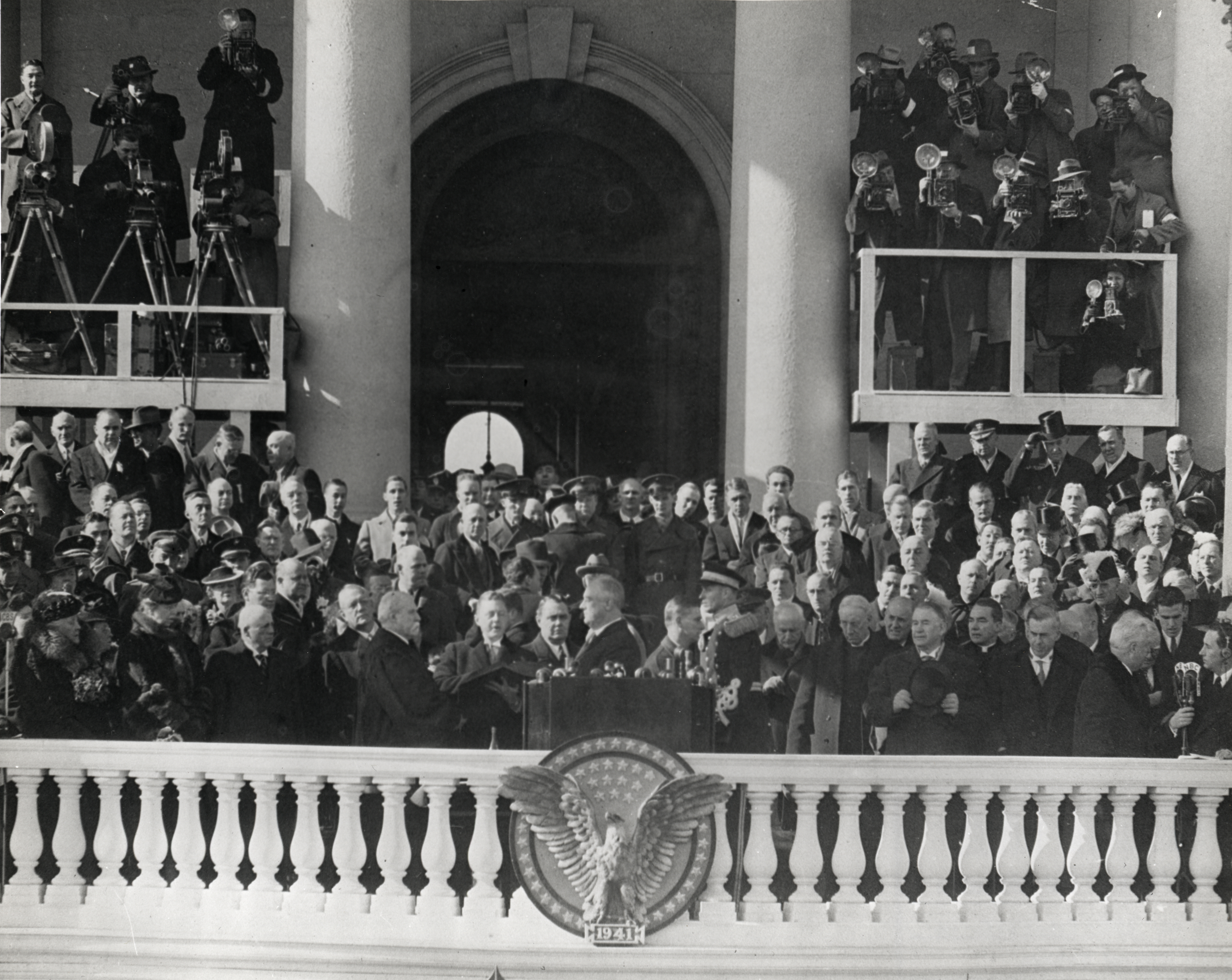
Inauguración presidencial de Franklin D. Roosevelt en 1941.

La Investidura presidencial de Franklin D. Roosevelt en 1941 fue realizada 20 de enero en el pórtico del Capitolio. Fue primera y última vez que un Presidente de los Estados Unidos fue inaugurado para un tercer mandato, antes de la Vigésima Segunda Enmienda a la Constitución de los Estados Unidos se ha aceptado. Este fue también, posiblemente, la primera inauguración que se registran en la película en color. La película fue hecha por la Administración Nacional de la Juventud. 
El Roosevelts organizó una recepción para varios miles de visitantes en la Casa Blanca más tarde ese día.